# Bengt Gustavsson (politiker)
Bengt Teodor Gustavsson, född 2 mars 1925 i Torpa församling i Västmanlands län, död 26 maj 2021 i Strängnäs, var en svensk politiker (socialdemokrat) och ämbetsman.

## Biografi
Gustavsson var metallarbetare och verktygsarbetare 1939–1952 och ombudsman hos Södermanlands läns distrikt av Sveriges socialdemokratiska arbetareparti 1953–1962. Han var ledamot av riksdagens första kammare 1958–1970 och av enkammarriksdagen 1971–1980. Åren 1980–1990 var han landshövding i Södermanlands län, tillika civilbefälhavare i Östra civilområdet 1980–1991.
Gustavsson var därtill sakkunnig i Försvarsdepartementet 1965 och var ledamot av en rad försvarspolitiska utredningar.
Bengt Gustavsson invaldes 1980 som ledamot av Kungliga Krigsvetenskapsakademien.